# Irish Dance

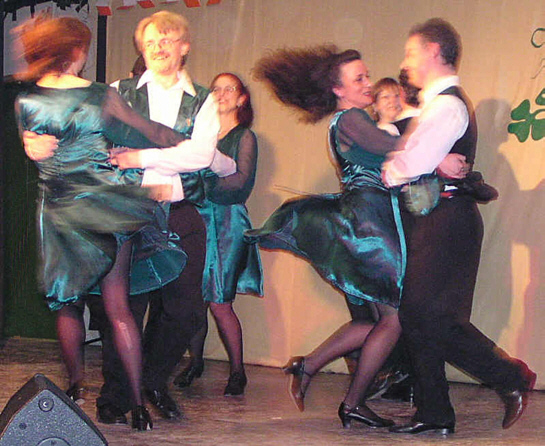
Shramore Set, 1. Figur, Polka: Swing mit „Céilí-hold“'

Irish Dance beinhaltet verschiedene Volkstänze, die allein, in Paaren oder in Gruppen getanzt werden können. Hinzu kommen in neuerer Zeit irische Tanzshows wie Riverdance. Zu den traditionellen Tanzformen zählen zum Beispiel der Set Dance, Céilí sowie Sean-nós-Tanz, der traditionelle Stepptanz aus Connemara und Munster.

## Geschichte
Die Geschichte zeichnet eine Vielfalt von Tänzen, getanzt von Iren, Mitte des 15. Jahrhunderts auf. Drei Haupttänze werden oft erwähnt: „Rince fada“ oder „Fading“, bei dem zwei Reihen von Partnern sich gegenüberstehen, „The Irish Hey“, wahrscheinlich ein Rund- oder Figurentanz, und „The Trenchmores“, der als ein großer „Freiform“-Country Dance beschrieben wird.
Während der Mitte des 16. Jahrhunderts wurden Tänze in den Hallen der neu erbauten Schlösser aufgeführt. Einige dieser Tänze wurden von den englischen Invasoren des Jahrhunderts angenommen und an den Hof Königin Elisabeth I. gebracht.

### Einflüsse
Großen Einfluss auf den irischen Tanz und die irische Kultur hatte das Erscheinen der „Dance Masters“ um 1750. Diese waren wandernde Tanzlehrer, die in einem Distrikt von Dorf zu Dorf reisten und der Landbevölkerung das Tanzen beibrachten. Gruppentänze wurden von diesen Meistern erfunden, deren Standard sehr hoch war. Solotänze wurden in sehr hohem Ansehen gehalten und oft wurden Türen aus ihren Angeln genommen und auf den Boden gelegt, damit der Solist darauf tanzen konnte. Jeder „Dance Master“ hatte seinen eigenen Bezirk und griff nie über auf das Gebiet eines anderen „Masters“. Wenn „Dance Master“ sich auf einem großen Markt trafen, forderten sie sich zu einem öffentlichen Wettkampf heraus (die ersten Wettbewerbe – „Feis“ oder in der Mehrzahl „feiseanna“ genannt – waren geboren). Jeder „Dance Master“ hatte ein Repertoire an Schritten und kreierte von Zeit zu Zeit neue, so dass der Gewinner dieser öffentlichen Wettstreite der mit den meisten Schritten war.

### Moderner Irish Dance
Die moderne Periode begann 1893, als die „Gaelic League“ gegründet wurde. Diese Gruppe ermutigte das Wiedererwachen irischer Kultur, einer Kultur, die die Briten über Jahrhunderte unterdrückt hatten. Das erste Céilí fand 1897 in London statt; die heute so beliebten „Céilí-“ oder „Figure Dances“ entstanden erst danach. Das irische Wort „Céilí“ bezog sich ursprünglich auf eine Zusammenkunft von Nachbarn in einem Haus, um eine lustige Zeit mit Musizieren, Tanzen und Geschichtenerzählen zu verbringen. Heutzutage bezieht es sich auf einen informellen Tanzabend, bei dem Alt und Jung sich zusammen an Gruppentänzen erfreuen. Das Céilí lässt sich bis auf Zeiten vor der großen Hungersnot zurückverfolgen, als „Tanzen an der Wegkreuzung“ (Dancing at cross roads) ein populärer ländlicher Zeitvertreib war.
1902 wurde das „Handbook of Irish Dances“ von O’Keeffe und O’Brien herausgegeben, das die Vielfalt der irischen Tänze beschreibt. Ein Großteil der beschriebenen Tänze wurde später von der irischen Tanzkommission als Céilítänze übernommen.

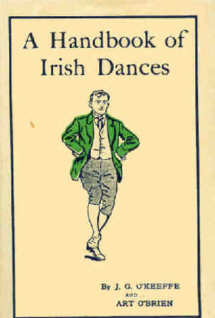
A Handbook of Irish Dances, 5. Auflage, 1934

1929 wurde die Irische Tanzkommission (An Cóimisiún lé rínci’ Gaelacha) gegründet, um Regeln für Unterricht, Werten und Wettbewerbe zu etablieren. Das Anliegen der Kommission war eine Standardisierung von zu vielen lokalen Unterschieden in Tanz, Musik, Kostümen, Schuhen und Regeln der Wettbewerbe.
2004 trennte sich eine kleine Gruppe von „An Cóimisiún“ ab und gründete eine neue Organisation, die W.I.D.A, (World Irish Dance Association).

### Kostüme
Die Kostüme der heutigen Tänzer greifen die Kleidung der Vergangenheit auf, auch wenn die Designs immer moderner werden, mit Glitzer und leichteren Stoffen. Ursprünglich basieren die Trachten der Mädchen auf den Kleidern der Landfrauen, die 200 Jahre zuvor getragen wurden. Verziert sind diese Kleider lange Zeit mit handgestickten neokeltischen Motiven gewesen, heutzutage sehen die Kleider immer weniger traditionell aus, was an den auffälligen Farben und neuen Stoffen liegt. Dazu werden Poodle Socks (weiße Strümpfe, die etwa bis zur Mitte der Waden gehen) und von erwachsenen Frauen auch schwarze Strumpfhosen getragen. Dazu trägt man oft eine lockige Perücke oder ein Haarteil (wig). Selten werden die Haare im natürlichen Zustand getragen. 
Die Kleidung, die von Jungen und Männern getragen wird, ist etwas schlichter, aber scheint zeitlichen oder regionalen Moden unterworfen gewesen zu sein. Auf den ältesten Fotos (1902) tragen die Männer lange Hosen oder Kniebundhosen und später einen einfarbigen Kilt mit dazu passenden Kniestrümpfen und einem Jackett. Erst die bekannten Tanzshows nahmen auf das Kostüm Einfluss, so dass heute die meisten Männer wieder schwarze Hosen tragen.

### Gegenwart
In heutiger Zeit gibt es viele Organisationen, die irischen Tanz verbreiten. Der Wettbewerb ist inzwischen ein wichtiger Bestandteil des kulturellen Lebens. Kinder, Jugendliche und Erwachsene messen sich in getrennten Wettbewerben um Titel und Preise. Es gibt Gruppen- und Solowettbewerbe, bei denen Tänzer(innen) in Altersgruppen eingeteilt werden. Der weltweite Erfolg von Riverdance und Lord of the Dance brachte den irischen Tanz auf die internationalen Bühnen. Tanzschulen auf der ganzen Welt sind gefüllt mit Schülern, die diesen modernen Tanzstil erlernen möchten.

## Tanzstile
Bedingt durch die irische Geschichte gibt es neben dem Tanzsport verschiedene – mehr oder minder – traditionelle Volkstanzstile:
- Social Set Dance
- Céilí-Tänze
- Sean-nós-Tanz – Stepptanz aus Connemara und Munster
- Showtanz wie Lord of the Dance, Riverdance, …

## Tanzschuhe
Prinzipiell wurde und wird in Irland in normalen Straßenschuhen getanzt, wobei wegen der großen Armut der Bevölkerung früher auch barfuß getanzt wurde. Im Wettbewerbstanz unterscheidet man beim Irish Dance zwischen „Heavy Shoes“ oder „Hard Shoes“ und „Soft Shoes“:

### Heavy Shoes

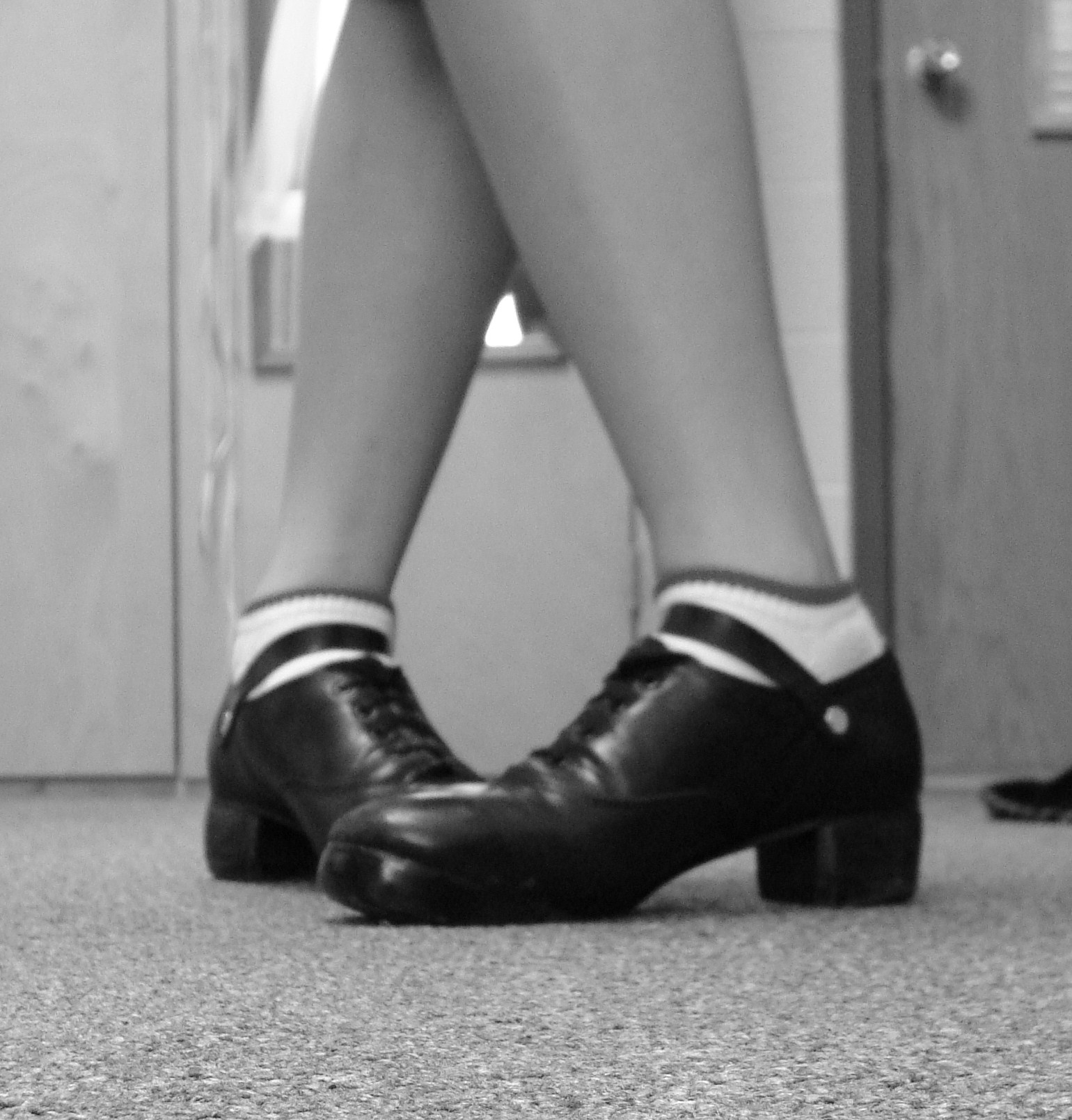
Jig Shoes

Die Heavy Shoes (Irish Step Shoes, Hard Shoes, Hornpipe Shoes, Jig Shoes) werden für die „Solo Set Dances“ und Solo Harshoe Dances (Heavy Jig/Hornpipe) benutzt. Dies sind Tänze zu festgelegten Melodien. Die Schuhe haben eine spezielle Erhöhung an den Absätzen. An den Unterseiten der Schuhsohle sind unter den Zehenspitzen die sogenannten „Tips“ und unter den Absätzen die sogenannten „Heels“ angebracht. Diese heute meist aus Kunststoffen wie beispielsweise glasfaserverstärktem Kunststoff bestehenden Teile sind zusammen mit dem Boden die Klangerzeuger. Sie waren früher entweder aus gehärtetem Leder, hartem Holz oder Holz mit Nägeln. Es gibt auch unterschiedliche Arten von Heels. In Irland beginnen viele Kinder mit „Einfach-Heels“, die nach unten hin gerade oder konisch verlaufen. Die neueste Entwicklung ist der „Bubbleheel“, der eine bauchige Form aufweist und die peitschenknallartigen „Clicks“ (Back Clicks und Front Clicks) mit den Heels enorm vereinfacht. Bubbleheels sind bei Wettkämpfen jedoch nicht zugelassen. Erlaubt sind jedoch „Click Heels“, die nur auf der Innenseite eine Beule aufweisen.

### Soft Shoes

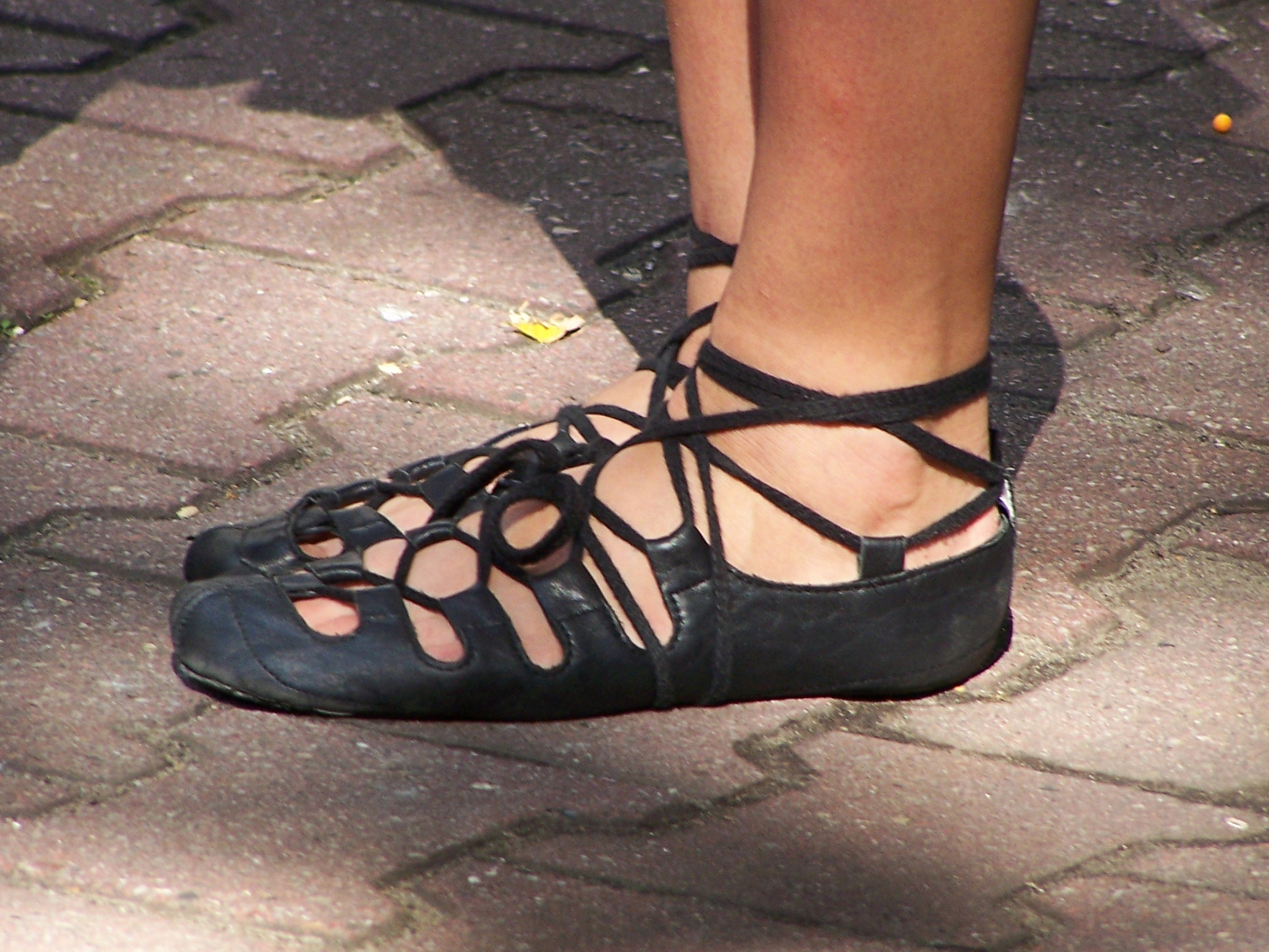
Ghillies

Die Soft Shoes (Light Shoes, Dance Pumps, Ghillies, Brigadoons) werden von Damen für die geräuschlosen Tänze, die sogenannten Soft-Shoe-Dances oder Light Dances, verwendet. Frauen tragen hier leichte, ballettähnliche Schuhe (Dance Pumps) aus Leder. Von Jungen werden Soft Shoes nur bis zum Alter von max. 11 Jahren getragen, anschließend kommen bei den Jungen und Herren Reel Shoes (Boys Reel Shoes) zum Einsatz, welche einen Absatz besitzen und ein den Heavy Shoes ähnliches Aussehen besitzen. Im Unterschied zu Heavy Shoes besitzen Reel Shoes keine „Tips“ (meistens handelt es sich um dieselben Hard Shoes, jedoch ohne Tips).

## Organisation

### Über die Tanzkommissionen
Es ist wenig bekannt, dass Irish Dance ein streng reglementierter und mittlerweile kommerzialisierter Wettkampfsport ist. Im Regelfall beginnt man mit 4 bis 5 Jahren, durchläuft 4 Stufen oder 12 Ränge (je nach Organisation) und setzt sich von den Wettkämpfen mit Mitte 20 zur Ruhe. All dies wird weltweit von mehreren Kommissionen und Dachverbänden überwacht, kontrolliert und reglementiert. Der einflussreichste dieser Verbände – und weltweit am häufigsten vertreten – ist die „Irish Dance Commision“, auf Gälisch „An Coimisiún le Rinci Gaelacha (CLRG / An Com)“. Es handelt sich dabei nicht, wie oft fälschlich angenommen, um eine Organisation von Tanzlehrern, sondern um eine Regelkommission der 1893 gegründeten „Gaelic League“, einer Organisation zur Förderung der irischen Sprache, die den Tanz als Transportmittel für die Verbreitung des irischen Gälisch nutzbar machen sollte. An Coimisiún, die selbst nur aus etwa 80 ernannten Funktionären besteht, unterstehen jedoch mehrere Regionalorganisationen von Tanzlehrern und Wertungsrichtern. Als sich die Gründungsmitglieder (Tomas O’Fairleacheallaigh (O´Farrely) starb erst 2005) 1929 zum ersten Mal trafen und ihre Regeln diskutierten, konnte keiner ahnen, was daraus einmal werden würde. An Coimisiún war nicht die erste Organisation, die Leitfäden und Regeln für Lehrer und Wertungsrichter herausbrachte, aber sie konnte durch Zwangsmaßnahmen und Boykotte ihre Auffassungen bis etwa 1950 in Irland durchsetzen. Dazu gehörte auch das Unterdrücken vieler als „nicht irisch genug“ angesehener traditioneller irischer Tänze wie der Sets, die durch 30 zum Teil fabrizierte sogenannte „Nationaltänze“ ersetzt wurden, veröffentlicht im Handbuch für Céilítänze. 1969 veranstaltete An Coimisiún erstmals Weltmeisterschaften und hob den irischen Tanz damit auf eine internationale Stufe.
Auf dem europäischen Festland haben sich die Lehrer der CLRG zu RTME den „Registered Teachers Mainland Europe“ zusammengeschlossen und richten seit 2003 die Europameisterschaften – die „Mainland Europe Irish Dancing Championships“ mit Qualifizierungswettkämpfen für die Weltmeisterschaften aus.

### Vereine und Gruppierungen
1968 trennte sich eine Reihe der Tanzlehrer von der Kommission und gründeten ihren eigenen Dachverband: „An Comhdháil na Muintéori le Rinci Gaelach – the Body of Teachers of Irish Dance“ oder kurz „An Comhdháil“ genannt. Heute ist diese zweitgrößte Organisation genauso anerkannt wie die Kommission (nur als Beispiel: die Originalchoreographien des Riverdance-Spektakel kamen von An Comhdháil), verzeichnet über 360 Lehrer weltweit und veranstaltet große Turniere, die vergleichbar denen der Kommission sind. Noch etwas kleinere Vereinigungen sind „Cumann Rince Naisiunta – National Dance Club“ (CRN), „Cumain Rince Gaelacha“ (CRG) und „Cumann Rince Dea Mheasa“ (CRDM). In Deutschland aktiv sind auch noch die „World Irish Dance Association“ (WIDA) und der Irish Dance Germany e. V.(IDG). Zum Berufsverband IDG schlossen sich im Jahr 2009 12 deutsche Tanzschulen zusammen. Der als gemeinnützig und steuerbegünstigt anerkannte Verein veranstaltet u. a. Deutsche Meisterschaften im Irish Dance und führt andere Tanzwettbewerbe (Feisanna) durch. Das auch bekannte „Irish Dancing Network“ (IDN) hat seine Aktivitäten als allgemeiner Sport- und Kulturverband zum Ende 2012 eingestellt.

## Prüfungen für Lehrer bei „An Coimisiún“
1. Fach: Ceilí Teaching – der zu prüfende Kandidat muss einen bis zwei der 30 offiziellen Gruppentänze einer Gruppe Kinder beibringen. 70 % müssen erreicht werden.
2. Fach: Solo Teaching – der zu prüfende Kandidat muss einem bis zwei Kindern einen Schritt in Softshoes und einen in Stepschuhen beibringen, wobei der Prüfungsausschuss den Schwierigkeitsgrad kurz vorher festlegt. 70 % müssen erreicht werden.
3. Fach: Schriftliche Prüfung – der zu prüfende Kandidat muss einen 2-stündigen schriftlichen Test über die 30 offiziellen Gruppentänze absolvieren. 70 % müssen erreicht werden.
4. Fach: Musikprüfung – der zu prüfende Kandidat muss 19 der 30 offiziellen Set Tänze in Timing und Anzahl der Takte erkennen, außerdem noch je einen Reel, Jig, Slip Jig, Single Jig und Hornpipe. 70 % müssen erreicht werden.
5. Fach: Praktischer Test in Solotanz – der zu prüfende Kandidat muss vorher in einer Liste 9 der 30 offiziellen Settänze – 3 in Jig Timimg, 3 in Hornpipe Timimg und einen nach Wahl – angeben, die er selber vortanzen kann, außerdem muss er fähig sein, mindestens zwei der vier traditionellen Solo-Settänze vorzuführen. Weiterhin wird der zu prüfende Kandidat aufgefordert werden, je zwei Steps in Softshoes und in Stepschuhen zu Reel, Jig, Single Jig, Slip Jig, Treble Jig und/oder Hornpipe Musik vorzutanzen. 75 % müssen bei diesem Test erreicht werden.
Sollte der zu prüfende Kandidat in einem Test unter 70 bzw. 75 % aber über 50 % fallen, so ist es ihm erlaubt, diese Prüfung zu einem späteren Zeitpunkt zu wiederholen, sofern er das möchte. Fällt ein zu prüfender Kandidat jedoch in einem Fach auf 50 % oder unter 50 %, so muss er alle 5 Fächer zu einem späteren Zeitpunkt wiederholen, sofern er dies wünscht.

## Musiktheorie
Die Jig (irisch: Port) ist irischen Ursprungs, so dass man annehmen kann, dass viel alte Jig-Melodien von irischen Musikern komponiert wurden. Es wird weiterhin angenommen, dass Reel (irisch: Cor) und Hornpipe (irisch: Cornuphiopa) aus England bzw. Schottland nach Irland kamen. Reels, Jigs und Hornpipes sind sich ähnlich in der Struktur. Normalerweise beinhaltet eine Melodie zwei Teile von je acht Takten (A- und B-Teil). Jede Melodie wird zweimal gespielt, so dass ein Durchgang des Stückes 2 × 16 Takte = 32 Takte ergibt. Diese 32 Takte werden normalerweise erneut wiederholt. Danach wechseln die Musiker in eine neue Melodie, die nach demselben Muster gespielt wird.
Man kann folgende Rhythmen unterscheiden:
- Single Jig im 6/8-Takt gespielt
- Light Jig im 6/8 Takt gespielt
- Treble Jig im 6/8-Takt gespielt, meist langsamer als obige (wird in Hardshoes getanzt)
- Slip Jig im 9/8-Takt gespielt
- Slides, für Set-Tänze im 12/8-Takt gespielt, ist ein schnell gespielter Single Jig
- Reel im 4/4-Takt gespielt
- Hornpipe im 4/4- oder 2/4-Takt gespielt, können auch als langsame Reels bezeichnet werden, der Melodiebogen ist punktierter gespielt.
- Polka, im 2/4-Takt gespielt, wird schneller als „normale“ Polkas gespielt und ist – wie Slides – beliebt für Set-Tänze wie „Kerry Polka Set“.

## Tanztheorie
- Single Jigs: Soft-Shoe-Tanz mit Soloschritten
- Double Jigs: in Softshoes: die ganz normalen als Light Jig bekannten Tänze mit Soloschritten; in Hardshoes: schnelle Steppschritte zu etwas langsamerer Jig-Musik (auch als Heavy Jig bekannt).
- Heavy/Treble Jigs: in Hard Shoes: schnell getanzte Steppschritte zu sehr langsamer Jig-Musik.
- (Double) Reels: in Soft Shoes: die ganz normalen Reel-Tänze mit Soloschritten; in Hard Shoes: die aus den Shows beliebten schnellen Steppschritte.
- Slow Hornpipes: in Hard Shoes: schwere, schnelle Schritte zu langsamer Musik. Meist ab Intermediate-Stufe
- Fast Hornpipes: in Hard Shoes: leichte, langsame Schritte zu schneller Musik für Beginners bis Primary-Stufe.
- Slip Jigs: meist nur von Frauen und Mädchen getanzte Soloschritte in Soft Shoes (werden nun aber auch von Männern und Jungs praktiziert)
- Hop Jigs: schnelle Slip Jigs
- Traditionals: unter Traditionals versteht man sowohl traditionelle Schritte – d. h. Step- oder Soft-Shoe-Schritte, die jeder Tänzer beherrscht – als auch die vier alten Set-Tänze.

Set: das Wort Set hat im Irish Dance gleich vier Bedeutungen:
- 1. Set of Tunes – eine Zusammenstellung von Melodien gleichen Rhythmus.
- 2. Set of Dancers – Aufstellung von Tänzern, die für einen Tanz benötigt werden.
- 3. Set Dance – die alten, von der franz. Quadrille abstammenden Vier-Paar-Volkstänze.
- 4. Traditional (Solo) Set Dance – traditionelle und nicht-traditionelle Stepptänze zu festgelegten Melodien.

„Traditional Set Dance“ bedeutet: Stepptänze, deren Schritte seit Generationen zu einer bestimmten Musik festgelegt sind. Bis auf kleinere Schritt-Variationen sehen und klingen alle traditionellen Sets gleich bzw. müssen gleich klingen. Beispiele für traditionelle Sets sind:
- St. Patrick’s Day – Jig Set im 6/8 Takt
- Blackbird – Hornpipe Set im 2/4 Takt
- Garden of Daisies – Hornpipe Set im 4/4 Takt
- Job of journey work – Hornpipe Set im 4/4 Takt.
- King of the Fairies – Hornpipe Set im 4/4 Takt

Non Traditional oder Open/Modern Set Dances:
Zu diesen Melodien kreieren Tanzlehrer ihre eigenen Schrittkompositionen und greifen den Klang der Musik auf. Die 26 non trad. Set Dances sind:
- Im Double Jig Timing:

Blackthorn Stick; Drunken Gauger / Sailor; Humours of Bandon; Jockey to the fair; Orange rouge; Planxty Drury; Rub the bag; 3 Sea Captains; Hurling boys; Hurry the jug; Madame Bonaparte; Miss Brown’s fancy; Is the big man within(Jig/Slip Jig Timing)
- Im Hornpipe Timing:

Downfall of Paris; Lodge road; King of the fairies; Planxty Davis; Rodney’s glory; Ace and deuce of Pipering; Bonaparte’s retreat; The Hunt; Piper through the meadow straying; White blanket; Kilkenny races; Youghal harbour; Rambling rake
- Céilí: Das Wort Céilí ist Irish (irisch-gälisch) und bedeutet „Zusammenkunft“.

Früher wurde damit ein Treffen zu Musik, Gesang und Tanz in einem Nachbarhaus bezeichnet. Heute ist dieser Begriff eher gebräuchlich für offizielle Tanzabende in größeren Hallen, bei denen Alt und Jung zusammen die sogenannten Céilí- und Settänze – die eigentlichen Gesellschaftstänze in Irland – tanzen.
- Figure Dances:

Figure Dances sind von Tanzlehrern eigens kreierte Gruppentänze mit vielen Bewegungen / Figuren und bis zu 16 Tänzern.

## Irish Dance Shows
- Celtic Tiger
- Dancing on Dangerous Ground
- Dance Masters! Best of Irish Dance
- Feet of Flames
- Gaelforce Dance
- Lord of the Dance
- Magic of the Dance
- Riverdance – The Show
- Ragús
- Rhythm of the Dance
- Siamsa Tíre – Das irische nationale Folkloretheater in Tralee
- Spirit of the Dance
- Spirits of Ireland
- To Dance on the Moon
- Soul of Ireland
- The Dream of Ireland
- Cornamusa – World of Pipe Rock and Irish Dance

## Irish Showdancers
- Michael Flatley
- Colin Dunne
- Jean Butler
- Bernadette Flynn-O'Kane
- Michael Donnellan
- Sarah Clark
- Annemarie Cunningham
- Gillian Norris
- Aidan Garvey
- Deborah Whelan